# Trachycephalus dibernardoi
A Trachycephalus dibernardoi a kétéltűek (Amphibia) osztályának békák (Anura) rendjébe és a levelibéka-félék (Hylidae) családjába tartozó faj.

## Előfordulása
A faj Brazíliában, és valószínűleg Argentínában illetve Paraguayban él. Brazíliában három különböző helyen találtak belőle példányokat: az északi-északkeleti Rio Grande do Sul államban São Francisco de Paula környékén 950 m magasságban, Machadinho környékén 760 m magasságban, illetve a Santa Catarina államban Seara környékén 550 m magasságban. Hátmintázatuk alapján az argentin Misiones tartományban talált példányokat szintén ide sorolják. Lehet, hogy Paraguay déli-délkeleti részén is megtalálható, de ez még további vizsgálatot igényel.